# Collaboratore di giustizia (Italia)
Un collaboratore di giustizia, secondo la legge italiana, è un soggetto che, trovandosi nella situazione di conoscenza di fenomeni criminali e di coinvolgimento al loro interno, decide di collaborare con la magistratura italiana. Alla tutela dei collaboratori di giustizia contro gli eventuali atti di ritorsione da parte di altri soggetti legati ai reati in questione ed alla loro incolumità fisica provvede il servizio centrale di protezione.

## Storia
Il codice Rocco conosceva solo istituti come quelli dell'articolo 56 commi terzo e quarto, per il colpevole che "volontariamente desiste dall'azione" o che "volontariamente impedisce l'evento" (cui si è aggiunto di recente, come novella, il ravvedimento operoso dell'articolo 452-decies); successivamente i magistrati impegnati nella lotta alla mafia in Italia furono però i primi a riconoscere l'importanza di comportamenti ulteriori, volti a scardinare il vincolo omertoso delle più pericolose associazioni a delinquere rivolgendosi ai loro componenti.
Un importante avvenimento per il fenomeno del pentitismo nella sua forma più conosciuta si ebbe con la legge 6 febbraio 1980, n. 15 (la cosiddetta legge Cossiga) che diede un importante impulso alla lotta contro il terrorismo, sebbene sia stata criticata per il fatto di concedere privilegi ai criminali di primo piano, ovviamente in possesso di informazioni importanti, mentre chi commetteva crimini in un ruolo subalterno, spesso non aveva la possibilità di fornire informazioni utili alla Giustizia e quindi doveva rinunciare agli sconti di pena.
Giovanni Falcone, Ferdinando Imposimato ed Antonino Scopelliti furono tra i primi magistrati a intuire l'importanza del fenomeno dei collaboratori di giustizia per la lotta contro la criminalità organizzata. Alla riflessione da loro attivata si devono numerosi provvedimenti volti ad incoraggiare l'utilizzo dei cosiddetti “pentiti” per la risoluzione di importanti e delicate indagini nonché per la formazione della cosiddetta "prova orale" nel dibattimento processuale.
Negli anni 1990 furono emanate le prime norme a tutela di questi soggetti, in particolar modo riguardo alla figura del collaboratore e del testimone di giustizia. Grazie all'opera del magistrato palermitano simbolo dell'Antimafia venne poi emanato il decreto-legge 15 gennaio 1991, n. 8, convertito, con modificazioni, dalla legge 15 marzo 1991, n. 82 ricordata come una delle prime leggi emanate per disciplinare il fenomeno nell'ambito della repressione della mafia in Italia; il provvedimento fu modificato dalla legge 13 febbraio 2001, n. 45.

## La disciplina normativa

### La legge 6 febbraio 1980, n. 15
Fu la prima legge a prevedere la concessione di sconti di pena, sebbene si applicasse solo ad individui che fossero giudicati terroristi. Tra i soggetti che ne beneficiarono vi furono Patrizio Peci, Antonio Savasta, Roberto Sandalo e Michele Viscardi.

### La legge 15 marzo 1991, n. 82
Grazie all'influenza dell'operato dei magistrati italiani Antonino Scopelliti e Giovanni Falcone si ebbe nell'emanazione del decreto legge 15 gennaio 1991 n. 8, convertito, con modificazioni, dalla legge 15 marzo 1991 n. 82, che normò per la prima volta figura del "collaboratore di giustizia" (nella norma chiamato semplicemente come collaboratore).

### La legge 13 febbraio 2001 n. 45
La legge 13 febbraio 2001 n. 45, modificando la norma del 1991, ha introdotto successivamente la figura del testimone di giustizia. Il testo della legge del 2001 andò a riformare l'originaria disciplina risalente al 1991, infatti, ferme restando le riduzioni di pena e l'assegno di mantenimento concesso dallo Stato, le modifiche approvate sono sostanziali, tra queste:
- il pentito ha un tempo massimo di sei mesi di tempo per dire tutto quello che sa, il tempo inizia a decorrere dal momento in cui il pentito dichiara la sua disponibilità a collaborare;
- il pentito non accede immediatamente ai benefici di legge ma vi accede solo dopo che le dichiarazioni vengano valutate come importanti e inedite;
- il pentito detenuto dovrà scontare almeno un quarto della pena;
- la protezione durerà fino al cessato pericolo a prescindere dalla fase in cui si trovi il processo.

La norma è stata criticata da varie voci, soprattutto da alcuni esponenti della magistratura italiana e che hanno trovato nei pentiti una fonte preziosa di informazioni per ricostruire dinamiche e struttura della crimine organizzato in Italia. Armando Spataro ha sostenuto che:
- il requisito della novità delle dichiarazioni toglie importanza alla pluralità di contributi utili ai fini delle indagini e del processo, ove il pentito fornisca una versione concordante con altre già acquisite;
- la distinzione tra conviventi del collaboratore e tutti gli altri soggetti per i quali l'estensione della protezione è subordinata all'esistenza di grave ed attuale pericolo lascia perplessi anche in relazione alla ferocia con cui si sono consumate le vendette trasversali;
- i sei mesi vengono giudicati troppo brevi per chi è chiamato a ricordare fatti criminosi talvolta remoti nel tempo, avvenuti anche decenni prima dell'inizio della collaborazione.

## Differenza con iltestimone di giustizia
Occorre sottolineare la differenza concettuale che intercorre fra collaboratore e testimone di giustizia: il primo termine è riferito ad una persona coinvolta in reati di cui dichiara di essersi pentita ed in cui ammette il proprio coinvolgimento ed eventualmente anche quello di altre persone, iniziando la propria collaborazione con la giustizia, mentre il secondo, pur essendo a conoscenza di fatti criminali e denunciandoli alle autorità, non è coinvolto in essi e la sua collaborazione nasce da diversi motivi che non siano, ad esempio, gli sconti di pena (si vedano in tale senso figure come Serafina Battaglia, Rita Atria, Piera Aiello, Lea Garofalo e Ignazio Cutrò).

## Collaboratori di giustizia famosi

### Camorra
- Carmine Schiavone
- Francesco Schiavone
- Giovanni Pandico
- Carmine Alfieri
- Pasquale Galasso
- Umberto Ammaturo
- Luigi Giuliano
- Pasquale Barra
- Pasquale D'Amico
- Antonio Iovine

### Cosa nostra
- Antonino Calderone
- Leonardo Vitale
- Tommaso Buscetta
- Salvatore Contorno
- Francesco Marino Mannoia
- Gaetano Grado
- Salvatore Cancemi
- Gaspare Mutolo
- Santino Di Matteo
- Gioacchino La Barbera
- Leonardo Messina
- Francesco Di Carlo
- Giuseppe Marchese
- Calogero Ganci
- Francesco Onorato
- Giovanni Brusca
- Enzo Salvatore Brusca
- Angelo Siino
- Gaspare Spatuzza
- Salvatore Grigoli
- Nino Giuffrè
- Giovan Battista Ferrante

### 'Ndrangheta
- Antonio Zagari
- Saverio Morabito
- Francesco Fonti
- Giacomo Ubaldo Lauro
- Filippo Barreca
- Nino Lo Giudice
- Luigi Bonaventura
- Vincenzo Pasquino

### Criminalità pugliese
- Salvatore Annacondia
- Riccardo Modeo
- Gianfranco Modeo

### Banda della Magliana
- Maurizio Abbatino
- Antonio Mancini
- Claudio Sicilia
- Vittorio Carnovale

### Mala del Brenta
- Felice Maniero

### Criminalità milanese
- Angelo Epaminonda